# 入江君人
入江 君人（いりえ きみひと）は日本の小説家。ライトノベル作家。千葉県在住。
2009年の第21回ファンタジア大賞にて、投稿作『日曜の人達』で大賞を受賞。同作を『神様のいない日曜日』へと改題・改稿し、翌年の2010年に富士見書房より出版。以後、同社レーベルにて執筆を続けている。

## 作品リスト
- 神さまのいない日曜日（イラスト：茨乃（富士見ファンタジア文庫版） / isuZu（角川文庫版）、全9巻）
- 魔法の子（イラスト：NOCO、富士見ファンタジア文庫、2013年10月）
- 蜘蛛と制服（イラスト：茨乃、富士見ファンタジア文庫、2023年4月）
- 王女コクランと願いの悪魔（富士見L文庫、イラスト：カズアキ、2014年9月）
- 王女コクランと願いの悪魔II（富士見L文庫、イラスト：カズアキ、2015年6月）